# Szaturdzsi Mehmed
Szaturdzsi Mehmed (Aulona, Albánia, ? – Nándorfehérvár, 1599. június) III. Mehmed szultán bizalmas tanácsadója, szerdára volt.

## Élete
1598-ban ő volt annak a 60 000 fős török-tatár seregnek a parancsnoka, amelyik sikertelenül ostromolta a Magyar Királyság kezébe került Váradot. 1599 nyarán a szultán parancsára Nándorfehérváron selyemzsinór által kivégezték.

### Várad ostroma
Mehmed pasa 1598. szeptember 29-én érkezett meg a Váradtól északra fekvő Püspöki falu határához, egy 60 000 fős, törökökből és tatárokból álló haddal, és letáborozott. A következő nap Melchior von Redern császári tábornok, (akit Várad védelmére rendeltek ki) felgyújtatta a várost. Mehmed egy 150 fős rablócsapatot előreküldött, hogy a már égő városból próbáljanak rabolni. Redern azonban könnyen szétűzte őket, és még foglyokat is ejtett.
Az ostrom viszont öt hét után, többszöri próbálkozás után is sikertelen maradt.

## Nevének eredete
Mellékneve, a szaturdzsi, török szó, jelentése szó szerint: mészáros.
Ezzel utaltak a csatákban való kegyetlenségére, könyörtelenségére.